# Les Millions de Brewster
Pour les articles homonymes, voir Brewster's Millions.
Pour plus de détails, voir Fiche technique et Distribution.
Les Millions de Brewster (Brewster's Millions) est un film américain réalisé par Allan Dwan, écrit par Sig Herzig et sorti en 1945. 
Le film est l'une des multiples adaptations du roman Brewster's Millions (en) de George Barr McCutcheon.
Dans le roman, le héros, Montague Brewster, est un agent de change, alors que dans cette version, Brewster est un G.I. démobilisé de retour de la Seconde Guerre mondiale. En 1985, dans la septième adaptation, Brewster, interprété par Richard Pryor, est un joueur de baseball en ligue mineure.

## Fiche technique
- Titre : Les Millions de Brewster
- Titre original : Brewster's Millions
- Réalisateur : Allan Dwan
- Scénario : Sig Herzig, Charles Rodgers et Wilkie C. Mahoney d'après l'adaptation théâtrale de Winchell Smith et Byron Ongley du roman Brewster's Millions (en) de George Barr McCutcheon
- Producteur : Edward Small
- Photographie : Charles Lawton Jr.
- Montage : Richard Heermance, Grant Whytock
- Musique : Hugo Friedhofer
- Production : Edward Small Productions
- Distributeur : United Artists
- Durée : 79 minutes
- Date de sortie : 
  - États-Unis : 7 avril 1945

## Distribution
- Dennis O'Keefe : Montague L. Brewster
- Helen Walker : Peggy Gray
- June Havoc : Trixie Summers
- Eddie "Rochester" Anderson : Jackson, le serviteur de Gray
- Gail Patrick : Barbara Drew
- Mischa Auer : Michael Michaelovich
- Nana Bryant : Mme Gris
- John Litel : Swearengen Jones, un avocat
- Joe Sawyer : Hacky Smith
- Neil Hamilton : M. Grant
- Charles C. Wilson (non crédité) : Charlie, directeur du théâtre

## Distinctions
Louis Forbes (de) a été nommé aux Oscar de la meilleure musique de film.

## Commentaires
Le film est interdit à Memphis (Tennessee), car le caractère d'un serviteur afro-américain, interprété par Eddie "Rochester" Anderson, a été traité trop bien[pas clair].